# Gowlland Tod Park
Gowlland Tod Park är en park i Kanada.   Den ligger i Capital Regional District och provinsen British Columbia, i den södra delen av landet, 3 600 km väster om huvudstaden Ottawa. Gowlland Tod Park ligger 299 meter över havet.
Terrängen runt Gowlland Tod Park är kuperad. En vik av havet är nära Gowlland Tod Park norrut.Runt Gowlland Tod Park är det mycket tätbefolkat, med 1 313 invånare per kvadratkilometer.. Närmaste större samhälle är Victoria, 16,6 km sydost om Gowlland Tod Park. 
I omgivningarna runt Gowlland Tod Park växer i huvudsak barrskog.